# Rinolòfids
Els rinolòfids (Rhinolophidae) són una família de ratpenats. Aquest grup conté un gènere vivent (els ratpenats de ferradura) i com a mínim dos d'extints. El registre fòssil suggereix que aparegueren a l'Àsia oriental i des d'allà s'estengueren a Europa (i altres parts del món). Avui en dia, la seva distribució abasta les zones de clima temperat i tropical del sud d'Europa, Àfrica, Àsia i el nord i est d'Austràlia.
Els rinolòfids són rellevants per als humans com a font de malalties i com a menjar i medicina en algunes regions. Diverses espècies són el reservori natural de la SARS, encara que la civeta de palmera emmascarada és l'hoste intermedi pel qual els humans es van infectar. Algunes proves suggereixen que algunes espècies podrien ser el dipòsit natural del SARS-CoV-2, que causa la malaltia Covid-19. Són caçats per a menjar en diverses regions, particularment a l'Àfrica subsahariana, però també al sud-est d'Àsia. Algunes espècies o el seu guano s'utilitzen en medicina tradicional al Nepal, l'Índia, el Vietnam i el Senegal.